# سیارک ۱۳۲۹
سیارک ۱۳۲۹ (به انگلیسی: 1329 Eliane، نامگذاری:1933FL) هزار و سیصد و بیست و نهمین سیارک کشف شده‌است که در ۲۳ مارس ۱۹۳۳ کشف شد.
قدر مطلق سیارک برابر ۱۰٫۹۰ است.